# 우바도촌
우바도촌(姥堂村)은 후쿠시마현 야마군에 있던 촌이다. 현재의 기타카타시에 해당한다.

## 역사
- 1889년 4월 1일 - 정촌제 시행에 의해 5촌의 구역으로 성립하였다.
- 1954년 7월 1일 - 시오카와정, 도지마촌, 고마가타촌과 합병해, 새로운 시오카와정이 성립하여, 동일 우바도촌이 폐지되었다.

## 교통

### 철도
- 일본국유철도 반에쓰사이 선

### 도로
- 국도 121호선

## 참고문헌
- 角川日本地名大辞典 7 福島県